# Uebeschisee
Der Uebeschisee ist ein See im oberen Gürbetal nahe Thun im Kanton Bern in der Schweiz.
Der See hat eine Fläche von etwa 14 Hektar und ist nach dem Amsoldingersee der zweitgrösste der Gürbetal-Seen. Er hat eine rundliche Form und ist an seiner weitesten Ausdehnung knapp 400 Meter lang.

## Lage
Der Uebeschisee liegt in einer Moorlandschaft auf 641 m ü. M. wenige Kilometer westlich der Stadt Thun. Er gehört zu den Gemeinden Uebeschi, Stocken-Höfen und Amsoldingen, wobei Höfen den grössten Anteil der Seefläche hat, das namensgebende Uebeschi hingegen den kleinsten. Der Hauptzufluss ist der Rotebach, daneben gibt es viele kleine Zuflüsse; der Abfluss erfolgt über den Rotmoos-Bach in den etwa 500 Meter südlich gelegenen Amsoldingersee.

## Umgebung
Die Seefläche und die Uferzone sind ein Naturschutzgebiet und besonders am Südende von Bäumen umgeben. Das Seegebiet gehört zum Waffenplatz Thun. Es liegt wie der Amsoldingersee am Alpenrand, am Fuss des Stockhorns. Vom hügeligen Nordende des Sees hat man eine paradiesische Aussicht auf die Berner Alpen, insbesondere Eiger, Mönch und die Jungfrau-Gruppe.
Der See befindet sich in Privatbesitz. Das Baden ist nur der einheimischen Bevölkerung am bestehenden Badeplatz erlaubt.